# Leptoglossus phyllopus
Leptoglossus phyllopus är en insektsart som först beskrevs av Carl von Linné den yngre 1767.  Leptoglossus phyllopus ingår i släktet Leptoglossus och familjen bredkantskinnbaggar. Inga underarter finns listade i Catalogue of Life.

## Bildgalleri

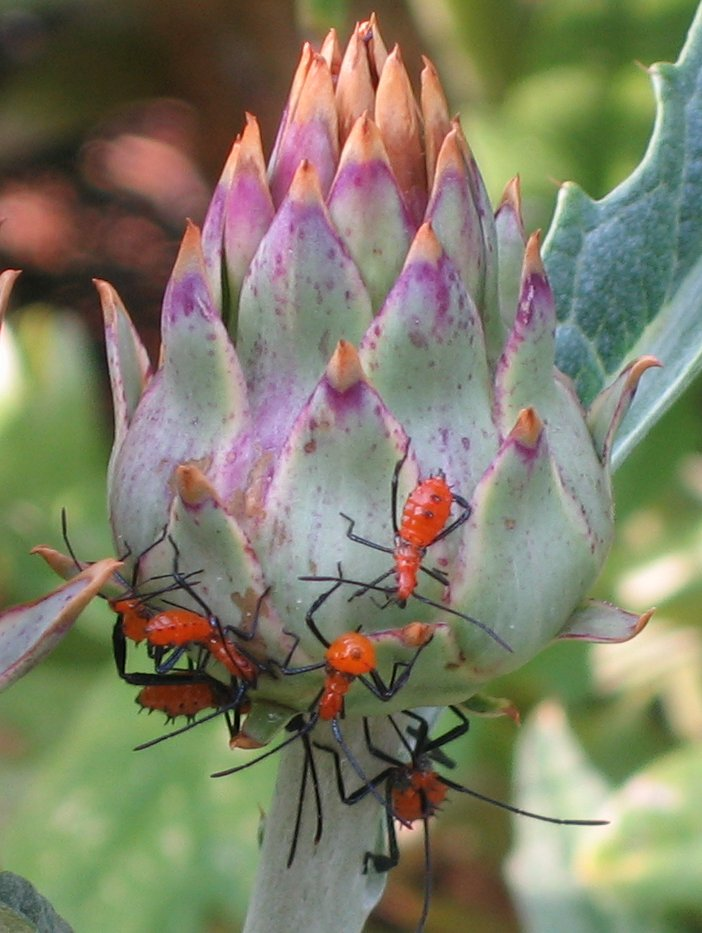